# Rugby union na Igrzyskach Azjatyckich 2002
Turniej rugby union na Igrzyskach Azjatyckich 2002 odbył się w dniach 30 września–13 października 2002 roku w południowokoreańskim Ulsan leżącym siedemdziesiąt kilometrów od gospodarza zawodów – Pusan. Areną zmagań mężczyzn w dwóch odmianach rugby – piętnastoosobowej i siedmioosobowej – był Ulsan Public Stadium.
Rugby union w programie tych zawodów pojawiło się po raz drugi.
Do turnieju drużyn piętnastoosobowych przystąpiły cztery drużyny, które rywalizowały systemem kołowym. Zwycięska okazała się reprezentacja Korei Południowej pokonując wszystkich trzech przeciwników. Osiem drużyn siedmioosobowych rywalizowało natomiast w dwóch czterozespołowych grupach, po której odbyła się faza play-off. Również w tej odmianie złoty medal zdobyła reprezentacja gospodarzy zwyciężając we wszystkich pojedynkach.

## Podsumowanie

### Klasyfikacja medalowa
| Klasyfikacja medalowa | Klasyfikacja medalowa | Klasyfikacja medalowa | Klasyfikacja medalowa | Klasyfikacja medalowa | Klasyfikacja medalowa |
| Miejsce               | Reprezentacja         | Złoto                 | Srebro                | Brąz                  | Razem                 |
| --------------------- | --------------------- | --------------------- | --------------------- | --------------------- | --------------------- |
| 1                     | Korea Południowa      | 2                     | 0                     | 0                     | 2                     |
| 2                     | Chińskie Tajpej       | 0                     | 1                     | 1                     | 2                     |
| 3                     | Japonia               | 0                     | 1                     | 0                     | 1                     |
| 4                     | Tajlandia             | 0                     | 0                     | 1                     | 1                     |
| Razem                 | Razem                 | 2                     | 2                     | 2                     | 6                     |

### Medaliści
| Konkurencja | 1. miejsce       | 2. miejsce      | 3. miejsce      |
| ----------- | ---------------- | --------------- | --------------- |
| Rugby union | Korea Południowa | Japonia         | Chińskie Tajpej |
| Rugby 7     | Korea Południowa | Chińskie Tajpej | Tajlandia       |

## Rugby union
| 5 października 200212:00 | Korea Południowa | 70:11(24:6) | Sri Lanka | Ulsan Public Stadium, Ulsan |
| 5 października 200212:00 |                  | 70:11(24:6) |           | Ulsan Public Stadium, Ulsan |

| 5 października 200214:00 | Japonia | 76:19(33:12) | Chińskie Tajpej | Ulsan Public Stadium, Ulsan |
| 5 października 200214:00 |         | 76:19(33:12) |                 | Ulsan Public Stadium, Ulsan |

| 9 października 200212:00 | Japonia | 129:6(55:3) | Sri Lanka | Ulsan Public Stadium, Ulsan |
| 9 października 200212:00 |         | 129:6(55:3) |           | Ulsan Public Stadium, Ulsan |

| 9 października 200214:00 | Korea Południowa | 50:15(38:0) | Chińskie Tajpej | Ulsan Public Stadium, Ulsan |
| 9 października 200214:00 |                  | 50:15(38:0) |                 | Ulsan Public Stadium, Ulsan |

| 13 października 200212:00 | Chińskie Tajpej | 56:18(29:3) | Sri Lanka | Ulsan Public Stadium, Ulsan |
| 13 października 200212:00 |                 | 56:18(29:3) |           | Ulsan Public Stadium, Ulsan |

| 13 października 200214:00 | Korea Południowa | 45:34(24:10) | Japonia | Ulsan Public Stadium, Ulsan |
| 13 października 200214:00 |                  | 45:34(24:10) |         | Ulsan Public Stadium, Ulsan |

## Rugby 7

### Grupa A
| 30 września 200212:00 | Korea Południowa | 31:5(19:0) | Malezja | Ulsan Public Stadium, Ulsan |
| 30 września 200212:00 |                  | 31:5(19:0) |         | Ulsan Public Stadium, Ulsan |

| 30 września 200212:25 | Tajlandia | 26:7(7:7) | Sri Lanka | Ulsan Public Stadium, Ulsan |
| 30 września 200212:25 |           | 26:7(7:7) |           | Ulsan Public Stadium, Ulsan |

| 30 września 200213:40 | Malezja | 5:24(5:10) | Tajlandia | Ulsan Public Stadium, Ulsan |
| 30 września 200213:40 |         | 5:24(5:10) |           | Ulsan Public Stadium, Ulsan |

| 30 września 200214:05 | Korea Południowa | 49:7(28:0) | Sri Lanka | Ulsan Public Stadium, Ulsan |
| 30 września 200214:05 |                  | 49:7(28:0) |           | Ulsan Public Stadium, Ulsan |

| 30 września 200215:20 | Korea Południowa | 35:12(14:0) | Tajlandia | Ulsan Public Stadium, Ulsan |
| 30 września 200215:20 |                  | 35:12(14:0) |           | Ulsan Public Stadium, Ulsan |

| 30 września 200215:45 | Malezja | 14:19(0:7) | Sri Lanka | Ulsan Public Stadium, Ulsan |
| 30 września 200215:45 |         | 14:19(0:7) |           | Ulsan Public Stadium, Ulsan |

### Grupa B
| 30 września 200212:50 | Japonia | 19:7(7:0) | Chiny | Ulsan Public Stadium, Ulsan |
| 30 września 200212:50 |         | 19:7(7:0) |       | Ulsan Public Stadium, Ulsan |

| 30 września 200213:15 | Hongkong | 0:29(0:17) | Chińskie Tajpej | Ulsan Public Stadium, Ulsan |
| 30 września 200213:15 |          | 0:29(0:17) |                 | Ulsan Public Stadium, Ulsan |

| 30 września 200214:30 | Chiny | 28:14(21:14) | Hongkong | Ulsan Public Stadium, Ulsan |
| 30 września 200214:30 |       | 28:14(21:14) |          | Ulsan Public Stadium, Ulsan |

| 30 września 200214:55 | Japonia | 7:22(7:5) | Chińskie Tajpej | Ulsan Public Stadium, Ulsan |
| 30 września 200214:55 |         | 7:22(7:5) |                 | Ulsan Public Stadium, Ulsan |

| 30 września 200216:10 | Japonia | 45:10(26:0) | Hongkong | Ulsan Public Stadium, Ulsan |
| 30 września 200216:10 |         | 45:10(26:0) |          | Ulsan Public Stadium, Ulsan |

| 30 września 200216:35 | Chiny | 0:19(0:7) | Chińskie Tajpej | Ulsan Public Stadium, Ulsan |
| 30 września 200216:35 |       | 0:19(0:7) |                 | Ulsan Public Stadium, Ulsan |

### Faza pucharowa
|  |                  |                  |                 |                   |    |                  |                  |       |
|  | Półfinały        | Półfinały        | Półfinały       |                   |    | Finał            | Finał            | Finał |
|  | Półfinały        | Półfinały        | Półfinały       |                   |    | Finał            | Finał            | Finał |
|  | 1 października   |                  |                 |                   |    |                  |                  |       |
|  |                  |                  |                 |                   |    |                  |                  |       |
|  | Korea Południowa | Korea Południowa | 24              |                   |    |                  |                  |       |
|  | Korea Południowa | Korea Południowa | 24              | 1 października    |    |                  |                  |       |
|  | Japonia          | Japonia          | 7               |                   |    |                  |                  |       |
|  | Japonia          | Japonia          | 7               |                   |    | Korea Południowa | Korea Południowa | 33    |
|  | 1 października   |                  |                 |                   |    | Korea Południowa | Korea Południowa | 33    |
|  |                  |                  | Chińskie Tajpej | Chińskie Tajpej   | 21 |                  |                  |       |
|  | Chińskie Tajpej  | Chińskie Tajpej  | Chińskie Tajpej | Chińskie Tajpej   | 21 | 19               |                  |       |
|  | Chińskie Tajpej  | Chińskie Tajpej  |                 |                   |    |                  |                  |       |
|  | Tajlandia        | Tajlandia        | 0               |                   |    |                  |                  |       |
|  | Tajlandia        | Tajlandia        | 0               | Mecz o 3. miejsce |    |                  |                  |       |
|  |                  |                  |                 |                   |    |                  |                  |       |
|  | 1 października   |                  |                 |                   |    |                  |                  |       |
|  |                  |                  |                 |                   |    |                  |                  |       |
|  | Japonia          | Japonia          | 14              |                   |    |                  |                  |       |
|  | Japonia          | Japonia          | 14              |                   |    |                  |                  |       |
|  | Tajlandia        | Tajlandia        | 17              |                   |    |                  |                  |       |
|  | Tajlandia        | Tajlandia        | 17              |                   |    |                  |                  |       |

|  | Mecz o 5. miejsce |    |
|  |                   |    |
|  | Sri Lanka         | 14 |
|  | Chiny             | 24 |

#### Półfinały
| 1 października 200214:00 | Korea Południowa | 24:7(12:7) | Japonia | Ulsan Public Stadium, Ulsan |
| 1 października 200214:00 |                  | 24:7(12:7) |         | Ulsan Public Stadium, Ulsan |

| 1 października 200214:30 | Chińskie Tajpej | 19:0(12:0) | Tajlandia | Ulsan Public Stadium, Ulsan |
| 1 października 200214:30 |                 | 19:0(12:0) |           | Ulsan Public Stadium, Ulsan |

#### Mecz o 5. miejsce
| 1 października 200215:00 | Sri Lanka | 14:24(7:17) | Chiny | Ulsan Public Stadium, Ulsan |
| 1 października 200215:00 |           | 14:24(7:17) |       | Ulsan Public Stadium, Ulsan |

#### Mecz o 3. miejsce
| 1 października 200216:00 | Japonia | 14:17(0:17) | Tajlandia | Ulsan Public Stadium, Ulsan |
| 1 października 200216:00 |         | 14:17(0:17) |           | Ulsan Public Stadium, Ulsan |

#### Mecz o 1. miejsce
| 1 października 200216:30 | Korea Południowa | 33:21(12:7) | Chińskie Tajpej | Ulsan Public Stadium, Ulsan |
| 1 października 200216:30 |                  | 33:21(12:7) |                 | Ulsan Public Stadium, Ulsan |